# Pesquisa binária
A pesquisa ou busca binária (em inglês binary search algorithm ou binary chop) é um algoritmo de busca em vetores que segue o paradigma de divisão e conquista. Ela parte do pressuposto de que o vetor está ordenado e realiza sucessivas divisões do espaço de busca comparando o elemento buscado (chave) com o elemento no meio do vetor. Se o elemento do meio do vetor for a chave, a busca termina com sucesso. Caso contrário, se o elemento do meio vier antes do elemento buscado, então a busca continua na metade posterior do vetor. E finalmente, se o elemento do meio vier depois da chave, a busca continua na metade anterior do vetor.

## Análise de Complexidade
A complexidade desse algoritmo é da ordem de {\displaystyle \Theta (\log _{2}n)}, em que {\displaystyle n} é o tamanho do vetor de busca. Apresenta-se mais eficiente que a Busca linear cuja ordem é {\displaystyle O(n)}.

## Procedimento
Dado uma lista {\displaystyle A} de {\displaystyle n} elementos com os valores {\displaystyle A_{0}}, {\displaystyle A_{1}}, {\displaystyle A_{2}}, {\displaystyle ...}, {\displaystyle A_{n-1}}ordenada de tal modo que {\displaystyle A_{0}\leq A_{1}\leq A_{2}\leq ...\leq A_{n-1}}, e um valor para pesquisa {\displaystyle T}, a seguinte rotina usa pesquisa binária para achar o índice de {\displaystyle T} em {\displaystyle A}.
1. Defina {\displaystyle L} para 0 e {\displaystyle R} para {\displaystyle n-1}
2. Se {\displaystyle L>R} a pesquisa termina sem sucesso
3. Defina {\displaystyle m}(o índice do meio da lista) para {\displaystyle {\frac {L+R}{2}}} arredondado
4. Se {\displaystyle A_{m}<T}, defina {\displaystyle L} para {\displaystyle m+1} e volte ao segundo passo
5. Se {\displaystyle A_{m}>T}, defina {\displaystyle R} para {\displaystyle m-1} e volte ao segundo passo.
6. Se {\displaystyle A_{m}=T}, a pesquisa está feita, o índice de {\displaystyle T} é {\displaystyle m}

## Implementações

### Pseudo-Código
Um pseudo-código recursivo para esse algoritmo, dados V o vetor com elementos comparáveis e e o elemento que se deseja encontrar:
```
BUSCA-BINÁRIA(V[], início, fim, e)
    i recebe o índice do meio entre início e fim
    se (v[i] = e) entao
        devolva o índice i   # elemento e encontrado
    fimse
    se (inicio = fim) entao
        não encontrou o elemento procurado
    senão
       se (V[i] vem antes de e) então
          faça a BUSCA-BINÁRIA(V, i+1, fim, e)
       senão
          faça a BUSCA-BINÁRIA(V, inicio, i-1, e)
       fimse
    fimse
```

### Código em C
```
//Implementação Iterativa:

int
 
PesquisaBinaria
 
(
int
 
vet
[],
 
int
 
chave
,
 
int
 
Tam
)

{

     
int
 
inf
 
=
 
0
;
     
// limite inferior (o primeiro índice de vetor em C é zero          )

     
int
 
sup
 
=
 
Tam
-1
;
 
// limite superior (termina em um número a menos. 0 a 9 são 10 números)

     
int
 
meio
;

     
while
 
(
inf
 
<=
 
sup
)

     
{

          
meio
 
=
 
(
inf
 
+
 
sup
)
/
2
;

          
if
 
(
chave
 
==
 
vet
[
meio
])

               
return
 
meio
;

          
if
 
(
chave
 
<
 
vet
[
meio
])

               
sup
 
=
 
meio
-1
;

          
else

               
inf
 
=
 
meio
+
1
;

     
}

     
return
 
-1
;
   
// não encontrado

}

//Implementação Recursiva:

// x => chave | v[] => vetor ordenado | e => limite inferior (esquerda) | d => limite superior (direita)

int
 
PesquisaBinaria
 
(
int
 
x
,
 
int
 
v
[],
 
int
 
e
,
 
int
 
d
)

{

 
int
 
meio
 
=
 
(
e
 
+
 
d
)
/
2
;

 
if
 
(
v
[
meio
]
 
==
 
x
)

    
return
 
meio
;

 
if
 
(
e
 
>=
 
d
)

    
return
 
-1
;
 
// não encontrado

 
else

     
if
 
(
v
[
meio
]
 
<
 
x
)

        
return
 
PesquisaBinaria
(
x
,
 
v
,
 
meio
+
1
,
      
d
);

     
else

        
return
 
PesquisaBinaria
(
x
,
 
v
,
      
e
,
 
meio
-1
);

}

```

Obs: A linguagem C fornece a função bsearch na sua biblioteca padrão.